# Rosie Ledet
Rosie Ledet, geboren als Mary Roszela Bellard (Church Point, 25 oktober 1971), is een Amerikaans/Creoolse zydeco-muzikante (zang, accordeon) en songwriter.

## Biografie
Opgegroeid in het landelijke Louisiana, luisterde Ledet in haar jeugd naar rockmuziek. Alhoewel ze zich in een omgeving bevond waar zydeco werd geluisterd, was ze ook geïnteresseerd in de toenmalige muziek. Op 16-jarige leeftijd raakte ze voor de eerste keer geboeid door zydecomuziek. Ze besteedde aandacht aan zydecodans bij Richard's, een bekende zydecoclub in Lawtell en zag Boozoo Chavis spelen, die haar inspireerde om zydeco te leren spelen. Tijdens deze dans ontmoette ze haar toekomstige echtgenoot Morris Ledet.
Ze leerde accordeon spelen door naar Morris te kijken. Toen hij haar hoorde, stapte hij zijwaarts om haar in de schijnwerpers te plaatsen en werd hij haar begeleider op de basgitaar. Daarna stelde Morris haar voor aan zijn producent Mike Lachney, ook bekend als deejay Bad Weather, een ervaren zydeco-producent. Deze was zo enthousiast, dat hij spoedig een opnamesessie begon. Daarna bracht Lachney Ledet naar Floyd Soileau van Maison De Soul. Floyd was ook onder de indruk en gaf Lachney een contract om vijf albums voor Ledet te produceren. Ze begon te spelen rond Louisiana en Texas in 1994. Hetzelfde jaar bracht ze haar debuutalbum Sweet Brown Sugar uit bij Maison De Soul.

## Privéleven
Rosie Ledet woont in Iota.

## Discografie
- 1994: Sweet Brown Sugar (Maison De Soul)
- 1995: Zesty Zydeco (Maison De Soul)
- 1997: Zydeco Sensation (Maison De Soul)
- 1999: I'm a Woman (Maison De Soul)
- 2000: It's a Groove Thing! (Maison De Soul)
- 2001: Show Me Something (Maison De Soul)
- 2003: Now's the Time (Maison De Soul)
- 2005: Pick It Up (Maison De Soul)
- 2011: Come Get Some (JSP Records)

- International Standard Name Identifier: 0000 0000 4194 034X
- Library of Congress Control Number: no2001050304
- MusicBrainz: 4d83ff86-8bab-4bbf-a64f-45a7e63f4339
- Virtual International Authority File: 66122756
- WorldCat: E39PBJfRGjXGChcYrqhx4KdxXd